# La Malène
La Malène (okzitanisch La Malena) ist eine französische Gemeinde mit 131 Einwohnern (Stand 1. Januar 2022) im Département Lozère in der Region Okzitanien. Sie gehört zum Arrondissement Florac und zumKanton La Canourgue.

## Geografie
La Malène liegt im Gévaudan im südlichen Zentralmassiv im Nationalpark Cevennen, 89 Kilometer nordwestlich von Montpellier, 28 Kilometer südwestlich von Mende und 13 Kilometer südwestlich von Sainte-Enimie im Tal des Tarn, zwischen den Nachbargemeinden Mas-Saint-Chély im Osten, Hures-la-Parade im Süden und Massegros Causses Gorges mit Saint-Georges-de-Lévéjac im Westen. Südlich des Flusses Tarn liegt die Causse Méjean, nördlich die Causse de Sauveterre.

## Geschichte
Das Castel Merlet wurde im 6. Jahrhundert erbaut und war somit die älteste Motte Frankreichs. Es wurde etwa 150 Jahre lang bewohnt und danach zerstört. Die Ruinen der Motte wurden in den Jahren 2007 und 2008 entdeckt und ausgegraben. Nachdem Chlodwig I. (466–511) Teile des Westgotenreichs erobert hatte, war der Gévaudan die Grenze zwischen Septimanien, einem Teil des Westgotenreichs, und dem Fränkischen Reich. Die Franken bauten an jener Grenze das Castel Merlet. Bei den Ausgrabungen wurden außerdem Reste eines gallo-römischen Oppidums gefunden.
1237 bestätigte der Papst Gregor IX. (1167–1241) dem Bistum Mende, dass es im Besitz der Kirche in La Malène war.
Die Herkunft des Ortsnamens ist umstritten. 1281 wurde die Ortschaft als La Malena urkundlich erwähnt, 1352 als Melena.

## Bevölkerungsentwicklung
| Jahr      | 1962 | 1968 | 1975 | 1982 | 1990 | 1999 | 2007 | 2018 |
| Einwohner | 265  | 224  | 232  | 197  | 188  | 171  | 164  | 137  |

## Sehenswürdigkeiten
Die romanische Kirche Saint-Jean-Baptiste wurde im 12. Jahrhundert erbaut. Sie wurde 1928 als Monument historique (historisches Denkmal) klassifiziert. In der Kirche befindet sich ein Gemälde, das den lesenden Heiligen Hieronymus (um 340–420) darstellt und zu Beginn des 17. Jahrhunderts von Luis Tristán (1586–1624) gemalt wurde. Es wurde 2008 als Momunment historique eingestuft.
Die Burg Manoir de Montesquiou (auch Manoir de La Malène) wurde im 15. Jahrhundert im Auftrag der Familie Montesquiou erbaut und im 20. Jahrhundert zu einem Hotel umgebaut.

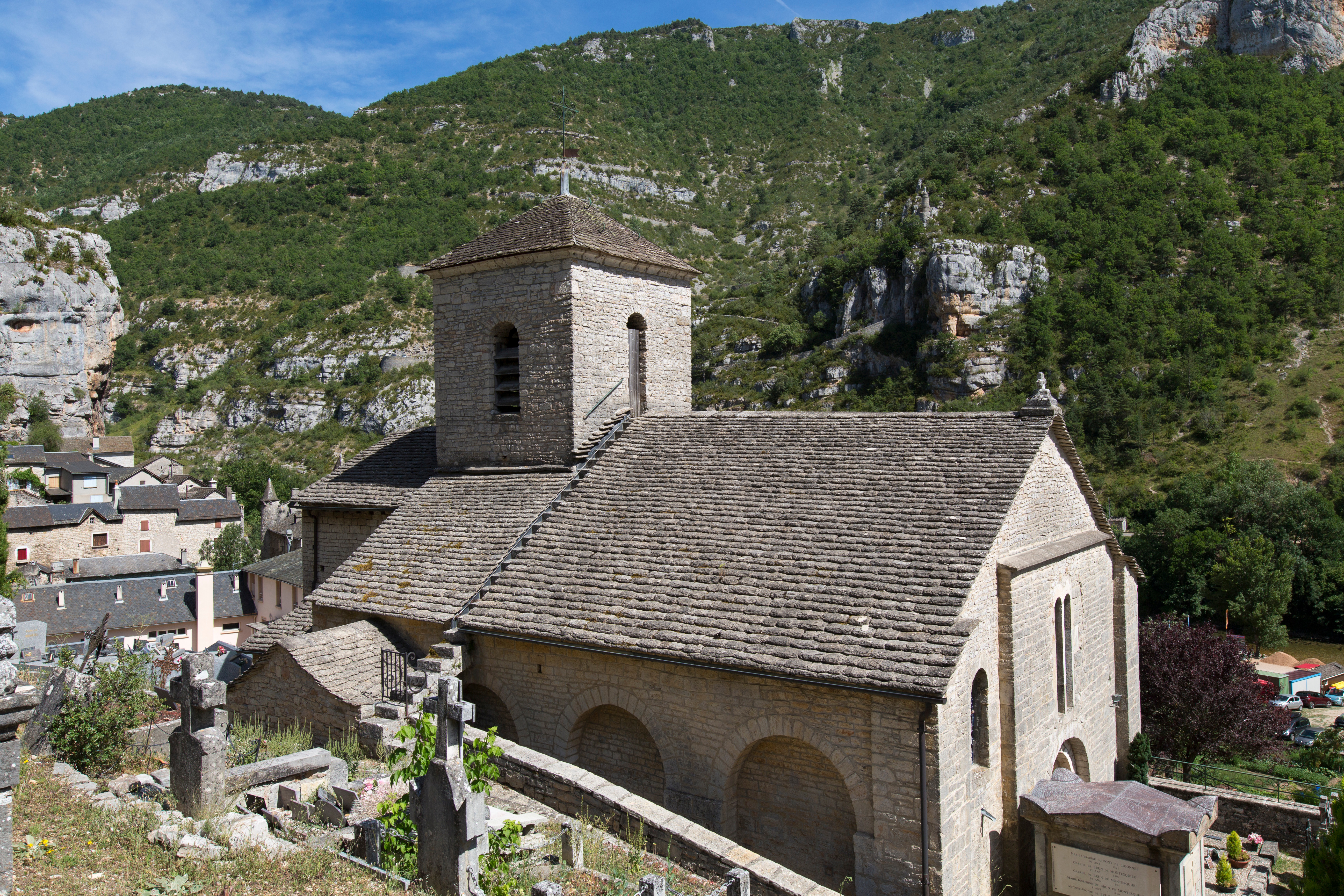
Kirche Saint-Jean-Baptiste